# Младенович, Младен
Младен Младенович (хорв. Mladen Mladenović; род. 13 сентября 1964, Риека) — хорватский футболист, полузащитник. Воспитанник хорватского клуба «Риека», выступал также за клубы Испании, Австрии и Японии. С 1990 по 1996 год играл в составе сборной Хорватии по футболу, участник первого матча сборной в 1990 году, участник чемпионата Европы 1996 года. После завершения карьеры игрока перешёл на тренерскую работу, возглавлял ряд хорватских клубов низших лиг.

## Достижения
- Серебряный призёр чемпионата Югославии: 1991 («Динамо» Загреб)
- Чемпион Австрии: 1995 («Аустрия» Зальцбург)
- Серебряный призёр чемпионата Хорватии: 1998 («Хайдук» Сплит)